# Daan Hoole
Daan Peter-Jan Hoole (22 februari 1999) is een Nederlands baan- en wegwielrenner die vanaf 2022 rijdt voor Lidl-Trek.

## Carrière
In juli 2016 won hij, samen met zijn ploeggenoten, de openingsploegentijdrit in de Sint-Martinusprijs Kontich en won hij het jongerenklassement. In december van dat jaar won hij de puntenkoers en de individuele achtervolging tijdens de Nederlandse kampioenschappen baanwielrennen voor junioren. In 2017 zijn tweede jaar als junior behaalde hij verschillende ereplaatsen zoals een tweede plaats in Le Pavé de Roubaix en een derde plaats in het eindklassement van de Trofeo Karlsberg. 
Vanaf 2018 rijdt hij voor de wielerploeg SEG Racing Academy. In 2019 won hij het Nederlands kampioenschap tijdrijden voor beloften.

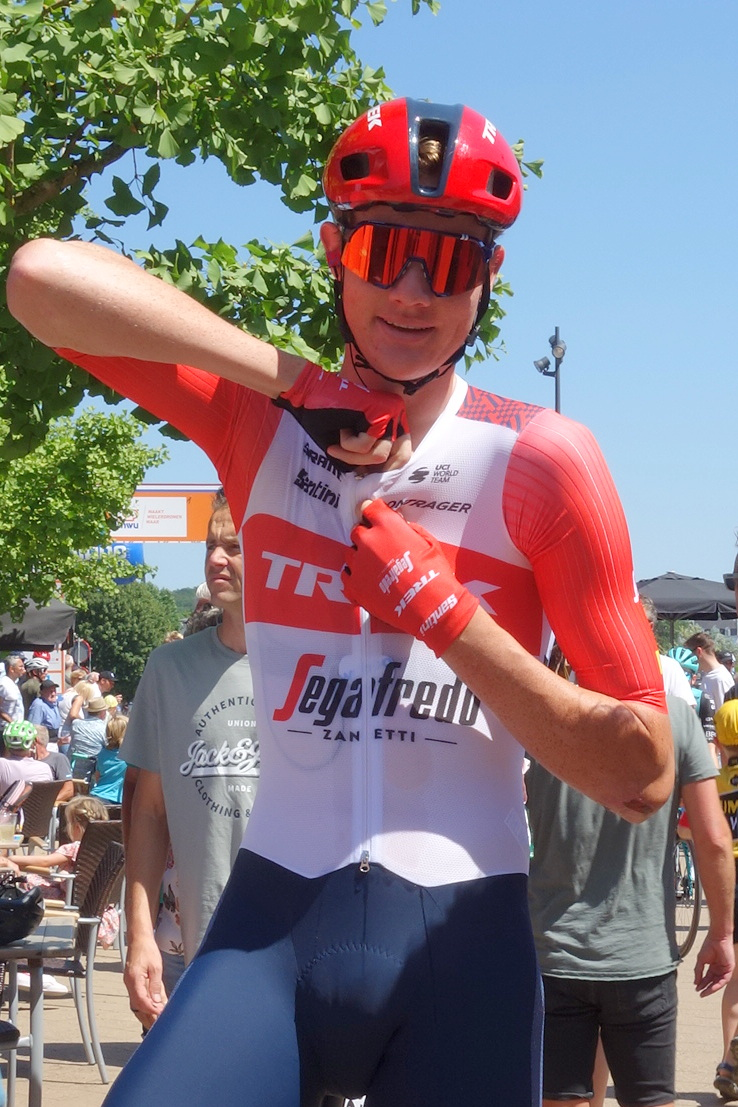
Daan Hoole bij Trek-Segafredo in 2023.

In 2022 maakte Hoole de overstap naar de beroepsrenners van Trek-Segafredo. In zijn eerste seizoen werd Hoole meteen geselecteerd voor enkele klassiekers en de Ronde van Spanje. Hoole moest zich voor de vijfde etappe van de Ronde van Spanje terugtrekken i.v.m. een besmetting met COVID-19.
In mei 2024 werd Hoole door bondscoach Koos Moerenhout geselecteerd voor de Olympische Spelen in Parijs om Mathieu van der Poel en Dylan van Baarle te helpen in de wegkoers, en daarnaast zijn eigen kans te grijpen in de tijdrit. In het voorjaar viel Hoole op door de grote wedstrijden uit te rijden, zodat hij tot laat in de wedstrijd kan helpen. In de Ronde van Italië had hij een belangrijk aandeel in Jonathan Milans winst van drie ritten en het puntenklassement. Hoole zelf werd in juni 2024, na brons in 2022 en zilver in 2023, Nederlands kampioen in de tijdrit op de weg.
In 2025 won Hoole de tiende etappe in de Giro d'Italia, waar hij de beste was in de tijdrit. Hij prolongeerde zijn Nederlandse titel in het tijdrijden op de weg.

## Overwinningen

### Wegwielrennen
2016
1e etappe Sint-Martinusprijs Kontich, (TTT)
Jongerenklassement Sint-Martinusprijs Kontich
2017
 NK tijdrijden, junioren
2018
 NK tijdrijden, belofte
2019
 NK tijdrijden, belofte
2020
1e etappe Orlen Nations Grand Prix (TTT)
2021
Coppa della Pace
2024
 NK tijdrijden, elite
2025
1e etappe Ronde van Valencia (TTT)
10e etappe Ronde van Italië (ITT)
 NK tijdrijden

#### Resultaten in voornaamste wedstrijden
| Jaar | Ronde van Italië | Ronde van Frankrijk | Ronde van Spanje |
| ---- | ---------------- | ------------------- | ---------------- |
| 2022 |                  |                     | opgave           |
| 2023 | 109e             |                     |                  |
| 2024 | 132e             |                     |                  |
| 2025 | 119e (1)         |                     |                  |

| Jaar | Gent-Wevelgem | Ronde van Vlaanderen | Parijs-Roubaix | Amstel Gold Race | Parijs-Tours |  | WK op de weg |
| ---- | ------------- | -------------------- | -------------- | ---------------- | ------------ |  | ------------ |
| 2022 | 99e           | opgave               | opgave         | opgave           | 115e         |  | 99e          |
| 2023 | 98e           | 61e                  | 49e            |                  | 66e          |  | opgave       |
| 2024 | 86e           | 68e                  | 53e            |                  | 58e          |  | opgave       |
| 2025 | opgave        | 83e                  | 17e            |                  |              |  |              |

#### Resultaten in kleinere rondes
| Jaar | Ronde van de VAE | Parijs-Nice | Ronde van Polen | Renewi Tour | Ronde van Guangxi |
| ---- | ---------------- | ----------- | --------------- | ----------- | ----------------- |
| 2022 |                  |             | 75e             |             |                   |
| 2023 |                  | opgave      |                 | opgave      |                   |
| 2024 |                  |             |                 | opgave      | 63e               |
| 2025 | 33e              | 57e         |                 |             |                   |

(*) tussen haakjes aantal individuele etappeoverwinningen

### Baanwielrennen
| Jaar     | NK                              | EK       | WK       | Overig   |
| Junioren | Junioren                        | Junioren | Junioren | Junioren |
| -------- | ------------------------------- | -------- | -------- | -------- |
| 2015     | achtervolging                   |          |          |          |
| 2016     | achtervolging · puntenkoers     |          |          |          |
| Elite    |                                 |          |          |          |
| 2017     | achtervolging                   |          |          |          |
| 2018     | 5e achtervolging 7e puntenkoers |          |          |          |

## Ploegen
- 2018 –  SEG Racing Academy
- 2019 –  SEG Racing Academy
- 2020 –  SEG Racing Academy
- 2021 –  Trek-Segafredo (stagiair vanaf 1 augustus)
- 2022 –  Trek-Segafredo
- 2023 –  Trek-Segafredo
- 2024 –  Lidl-Trek
- 2025 –  Lidl-Trek

Bernard · Brambilla · Ciccone · Conci · Eg · Egholm · Elissonde · Gebreigzabhier · Kamp · Kirsch · De Kort  · Liepiņš · López · Mollema · Mosca · Moschetti · Mullen · A. Nibali · V. Nibali · Pedersen · Quarterman · Reijnen · Ries · Simmons · Skjelmose Jensen · Skujiņš · Stuyven · Theuns · Tiberi · Baroncini (stagiair) · Hellemose (stagiair) · Hoole (stagiair)
Aberasturi · Baroncini · Bernard · Brambilla · Brustenga · Cataldo · Ciccone · Egholm · Elissonde · Gallopin · Gebreigzabhier· Hellemose · Hoelgaard · Hoole · Kamp · Kirsch · Liepiņš · López · Mollema · Mosca · Moschetti · Pedersen · Pellaud · Simmons · Skjelmose Jensen · Skujiņš · Stuyven · Theuns · Tiberi · Tolhoek · Vergaerde · Nys (stagiair) · Vacek (stagiair)
Aberasturi · Baroncini · Bernard · Brustenga · Cataldo · Ciccone · Elissonde · Gallopin · Gebreigzabhier · Hellemose · Hoelgaard · Hoole · Kirsch · Liepiņš · López · Mollema · Mosca · Nys · Mad.Pedersen · Simmons · Skjelmose · Skujiņš · Stuyven · Tesfatsion · Theuns · Tiberi (tot 28/4) · Tolhoek · Vacek · Vergaerde · Aebersold (stagiair) · Mar.Pedersen (stagiair) · Teutenberg (stagiair)
Bagioli · Bernard · Cataldo · Ciccone · Consonni · Declercq · Felline · Geoghegan Hart · Ghebreigzabhier · Gibbons · Hoole · Kirsch · Konrad · López · Milan · Mollema · Mosca · Nys · Oomen · Pedersen · Simmons · Skjelmose · Skujiņš · Stuyven · Tesfatsion · Theuns · Vacek · Vergaerde · Verona · Ronhaar (stagiair)